# Mincemeat

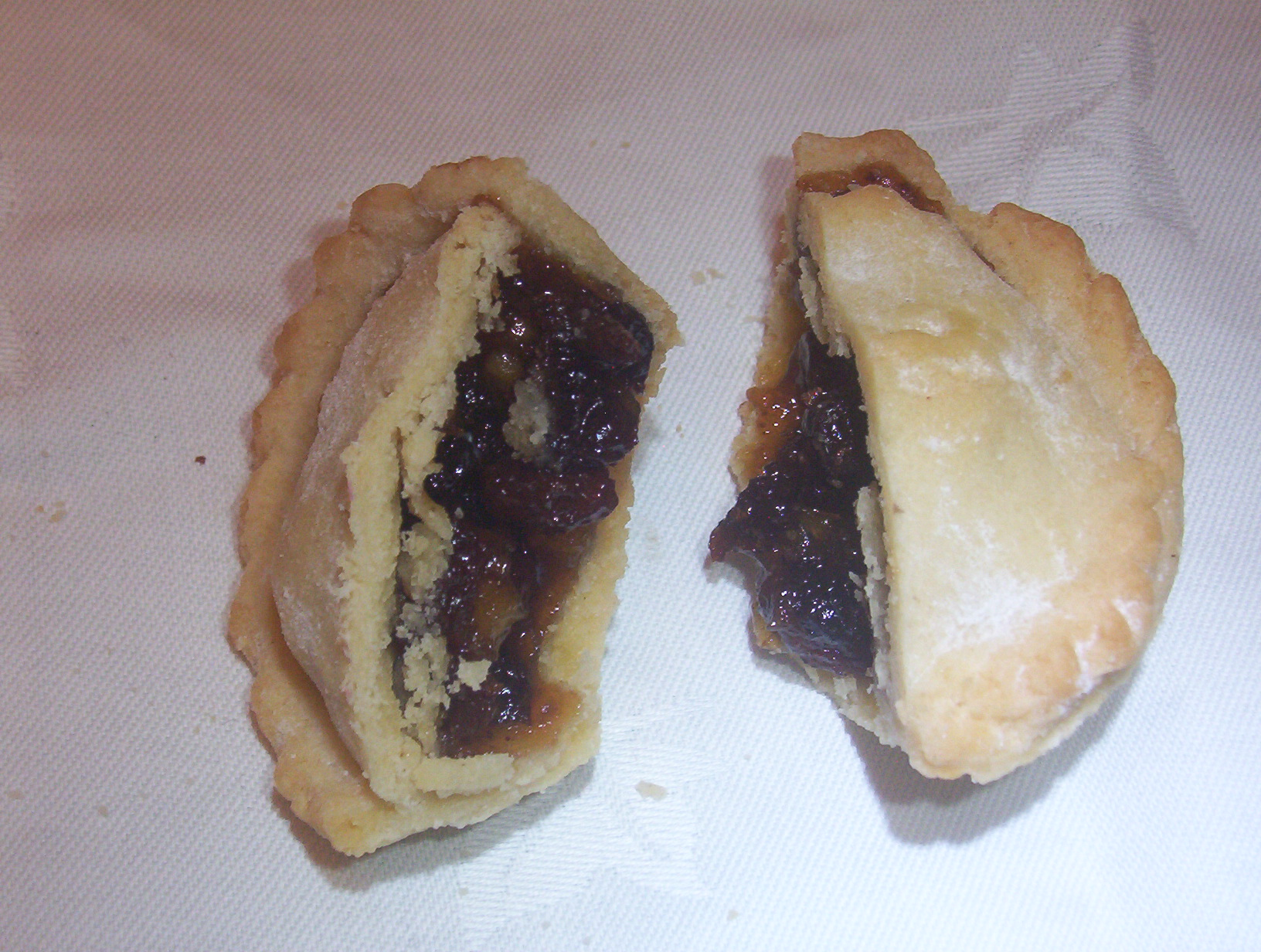
Mince pie có nhân là mincemeat

Mincemeat là một hỗn hợp trái cây phơi khô xắt nhỏ, rượu chưng cất và các loại gia vị, và đôi khi mỡ thịt bò, thịt bò, hoặc thịt nai. Ban đầu, mincemeat luôn có thịt. Nhiều công thức hiện đại chứa mỡ bò, mặc dù mỡ thực vật đôi khi được sử dụng thay thế. Các biến thể của mincemeat được tìm thấy ở Úc, Canada, New Zealand, Bắc Âu, Ireland, Nam Phi, Vương quốc Anh và Hoa Kỳ.

## Các biến thể và lịch sử

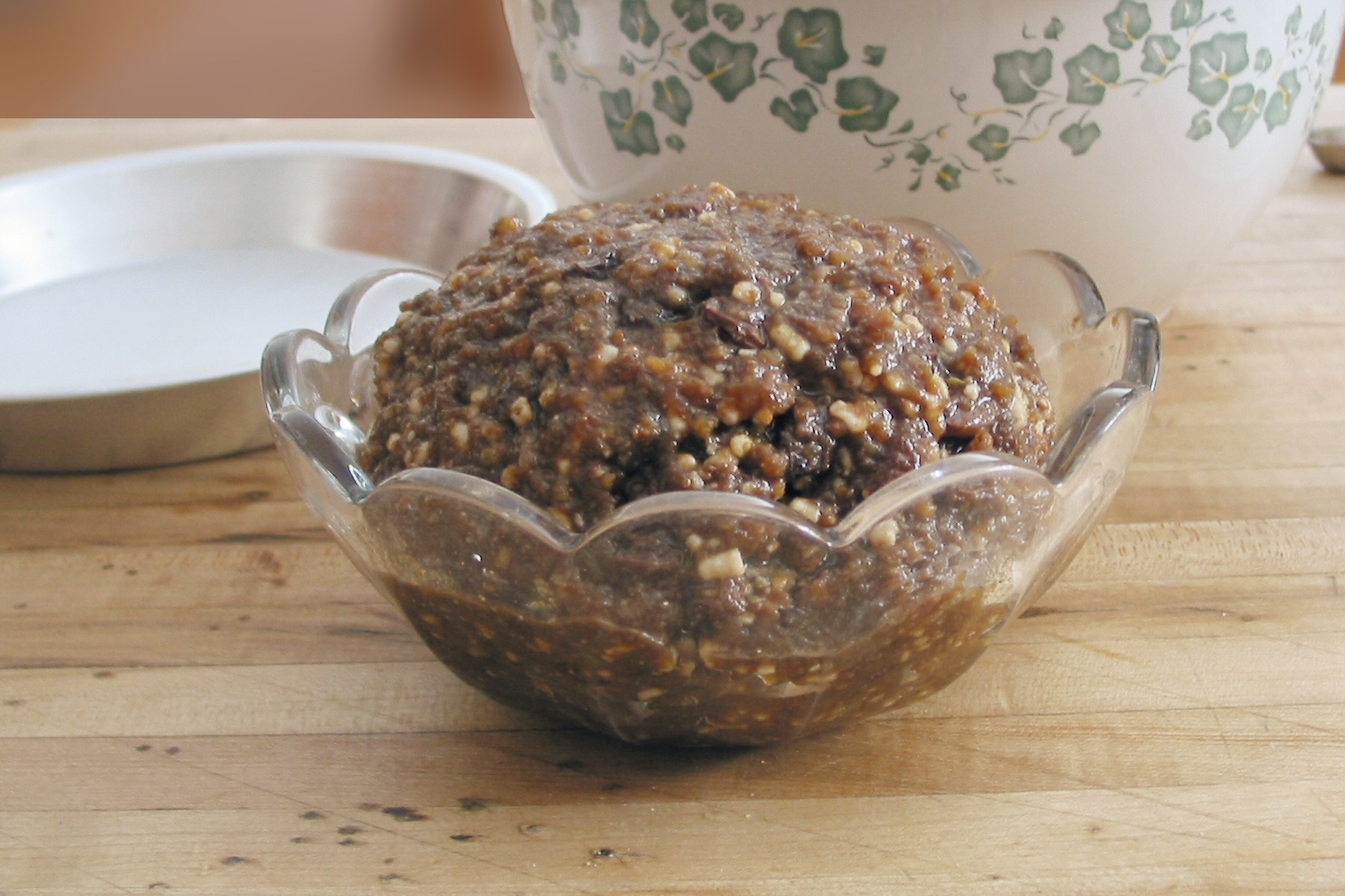
Mincemeat làm ở nhà

Các công thức nấu ăn Anh từ thế kỷ 15, 16 và thế kỷ 17 mô tả một hỗn hợp của thịt và trái cây được sử dụng làm nhân cho bánh. Những công thức nấu ăn đầu tiên bao gồm dấm và rượu vang, nhưng đến thế kỷ thứ 18, rượu chưng cất, thường là rượu mạnh, được sử dụng để thay thế. Việc sử dụng các loại gia vị như Đinh hương, hạt nhục đậu khấu và quế thường có trong các món ăn thịt thời cuối trung cổ và phục hưng. Sự gia tăng của vị ngọt từ đường thêm vào, và những sản xuất từ quá trình lên men, làm mincemeat càng ít là một món ăn tối thơm ngon và giúp nó trở thành món tráng miệng.